# Christopher Reyes
Christopher Javier Reyes Umaña (ur. 28 września 1990) – nikaraguański zapaśnik walczący w obu stylach. Zajął 47. miejsce na mistrzostwach świata w 2011. Jedenasty na mistrzostwach panamerykańskich w 2011. Trzykrotny brązowy medalista igrzysk Ameryki Środkowej, w 2010, 2013 i 2017 roku.